# Susie Ibarra
Susie Ibarra (Anaheim, California, 15 de noviembre de 1970) es una compositora y percusionista estadounidense de origen filipino. Ha trabajado y grabado con músicos de jazz, de la música clásica y de géneros indígenas. También es conocida por su trabajo como intérprete de jazz avant-garde. Como compositora, Ibarra incorpora diversos estilo e influencias de Kulintang filipino, jazz, clásico, poesía, música teatral, ópera y música electrónica.
Está interesada e involucrada en trabajos que mezclan la tradición folclórica e indígena con la vanguardia musical. Ibarra comenzó a grabar música indígena filipina y cofundó en 2009, Song of the Bird King, una organización centrada en la conservación de la música y la ecología indígenas.

## Biografía

### Primeros años
Ibarra nació en Anaheim, California, y se crio en Houston, Texas. Sus padres son Bartolomé y Herminia Ibarra, ambos médicos que migraron de Filipinas a Estados Unidos. Susie Ibarra es la más joven de cinco hijos. Comenzó a tocar el piano a la edad de cuatro años. Cuando cursaba la escuela primaria, cantó en los coros de la iglesia y la escuela y tocaba en una banda de punk rock en la escuela secundaria. Mientras estaba en la Sarah Lawrence College a finales de la década de 1980,  asistió a una actuación de Sun Ra que despertó su interés en el jazz. También asistió al Mannes College The New School for Music y al Goddard College, donde recibió su licenciatura en música.
Ibarra ha vivido en Nueva York desde 1988 y está casada con el músico de origen cubano Roberto Juan Rodríguez.
Ha estudiado con bateristas destacados de jazz y avant-jazz, como Vernel Fournier, Earl Buster Smith y Milford Graves. Ha estudiado música Kulintang de Filipinas con la National Endowment for the Arts de Estados Unidos y Danongan "Danny" Kalanduyan, así como con la familia Kalanduyan en los Estados Unidos y en Cotabato, Mindanao, Filipinas.

### Trabajo como intérprete

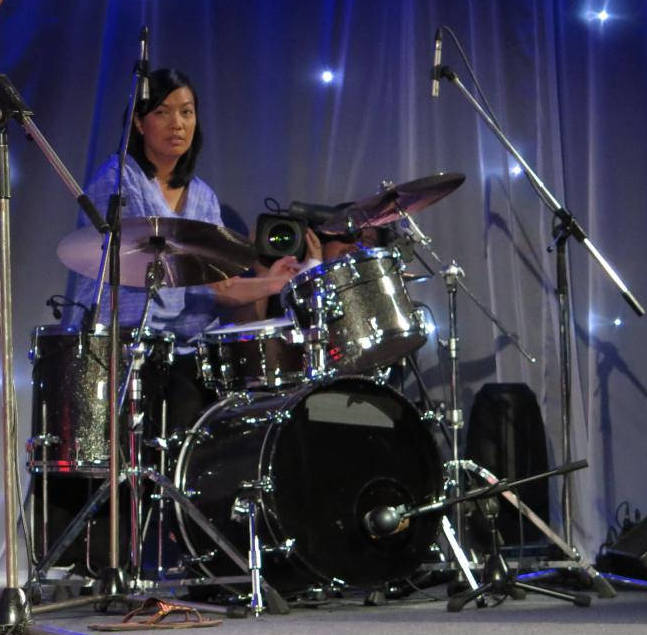
Susie Ibarra, 2014

Fue nombrada la "Mejor percusionista" en la 2010 Downbeat International Readers Poll y "Mejor percusionista, estrella en ascenso" en la 2009 Downbeat Critics Poll. Ha aparecido en la portada de revistas de percusión como Tom-Tom, en septiembre de 2010, y Modern Drummer, Changing the Game, en diciembre de 2010. Es miembro del debate Modern Drummer Pro-Panel sobre batería y música de 2011. Ibarra es un artista de Yamaha Drums, Vic Firth y platillos Paiste.
Susie Ibarra continúa dando giras y tocando internacionalmente en festivales de música y otros lugares. Ha recibido comisiones de música y ha interpretado su obra en el Zankel Hall del Carnegie Hall, Nueva York; en el Instituto Smithsoniano, Washington, D.C .; en el Centro John F. Kennedy para las Artes Escénicas, Washington, D.C .; el Banlieues Bleues Festival en París; el Tampere Jazz Happening en Finlandia; la Universidad de Mujeres de Filipinas en Manila; el Lincoln Center en Nueva York; el Festival de Jazz de San Francisco; TED (conferencia) en Long Beach, California; en la Fundación Joan Miró en Barcelona, España; el Museo de Arte Moderno, Nueva York; en De Singel en Amberes; el Barbican Centre en el Reino Unido.
Ha actuado y grabado con artistas destacados, que incluyen: Pauline Oliveros, John Zorn, Dave Douglas, Yusef Komunyakaa, Trisha Brown, Tania León, Roberto Juan Rodríguez, Makoto Fujimura, Juan Sánchez, Jim Clark, Jude Tallichet, Laiwan Chung, Min Xiaofen, Derek Bailey, Ikue Mori, Sylvie Courvoisier, William Parker (músico), David S. Ware, Assif Tsahar, Matthew Shipp, Billy Bang, Jeanne Lee, Miya Masaoka, George Lewis (trombonista), Dr. L. Subramaniam, Kavita Krishnamurthi, Wang Ping (autor), Luis Francia, Wadada Leo Smith, Mark Dresser, Kathleen Supové, Jennifer Choi, Craig Taborn, Bridget Kibbey, Jade Simmons, Arto Lindsay, Thurston Moore, Prefuse 73, Yo La Tengo, Humanfolk, Mephista, Lukas Ligeti.

### Música indígena y ecología
Ibarra comenzó a grabar música kulintang gong en Filipinas en 2004. En 2008, recibió una beca del Consejo Cultural Asiático para investigarla  música indígena y folclórica en Filipinas. Ibarra y Roberto Juan Rodríguez, investigaron, grabaron y filmaron siete tribus indígenas en peligro de extinción en Filipinas entre 2008 y 2009, y documentaron los esfuerzos de conservación de la casi extinta águila filipina. Asimismo cofundaron, en 2009, Song of the Bird King para apoyar la preservación de la música y la ecología indígenas en Filipinas.
Susie Ibarra recibió la Beca TED en 2010 "reconociéndola como una joven innovadora y pionera que ha demostrado un logro inusual y un coraje excepcional". También recibió una beca de la Fundación New York Foundation for the Arts en 2010 por composición musical y fue seleccionada como miembro del Consejo Cultural Asiático en 2008 por Rockefeller Fellow. Debido a su investigación sobre música folclórica e indígena en Filipinas con siete tribus indígenas, Asia Society la nominó como delegada de Asia en la 21 Cumbre de Jóvenes Líderes Mundiales: "Unidad a través de la Diversidad" en Yakarta, 2010.

### Mundo Niños
Junto con el compositor cubano Roberto Juan Rodríguez, cofundó Mundo Niños® LLC, un grupo de niños que interpreta y enseña música en varios idiomas para niños pequeños, niños en edad escolar y en comunidades marginadas donde hay niños discapacitados, indígenas y huérfanos.

## Obras musicales como compositora e intérprete
En 2004, grabó Folkloriko, un ciclo de 11 piezas dedicadas a un día en la vida de un trabajador migratorio filipino. El trabajo se estrenó en la Galería de arte Freer del Institución Smithsoniano junto con la primera exposición de fotografía filipina, por el fotógrafo Ricardo Alvarado. El disco fue grabado por Tzadik Records e interpretado por Jennifer Choi (violín), Craig Taborn (piano), Wadada Leo Smith (trompeta) e Ibarra (batería y percusión).
En 2006 fue publicado Dialects por Electric Kulintang en Plastic Records, un dúo en colaboración con Roberto Juan Rodríguez, el cual incluye composiciones que usan instrumentos electrónicos, gongs kulintang, percusión, batería y grabaciones de campo.
En febrero de 2007 compuso para una comisión de Ars Nova Workshop en Filadelfia, Kit: Music for Four Pianists, pieza para piano a ocho manos y cuatro percusionista.
También en 2007, su disco solista, Drum Sketches, fue encargado por The Brecht Forum y American Composers Forum para Innova Recordings. Estas piezas solistas fueron interpretadas y grabadas por Ibarra para batería, sarunay y kulintang (xilófono filipino y ocho gongs), que también incluyen grabaciones de campo. Son bocetos sónicos del sonido de Ibarra que incluyen modismos musicales tradicionales y de vanguardia.
En agosto de 2008, MoMa Summergarden y Jazz del Centro Lincoln le encargaron una obra para el evento Summer Fantasy and Folklore. Ibarra estrenó una suite inspirada en los veranos de Houston, Nueva York y Manila con el debut de su cuarteto con Jennifer Choi (violín), Kathleen Supove (piano), Bridget Kibbey (arpa) y Susie Ibarra (batería y percusión).
También en 2008, Ibarra compuso y grabó la música para la videoinstalación Madre Selva: Homage to Ana Mendieta, creado por el artista visual y becado de Guggenheim, Juan Sánchez para su exposición en el Zoellner Arts Center de la Universidad de Lehigh, en Bethlehem, Pensilvania. La obra de arte es un homenaje a la difunta artista cubana estadounidense, artista de instalación y performer, Ana Mendieta.
En 2010, Music Theatre Group produjo Saturnalia, una obra de teatro musical, compuesta por Ibarra, escrita por Yusef Komunyakaa, dirigida por Daniel Fish y dirigida  musicalmente por John diPinto. La obra presenta a 10 actores/cantantes, el Young Peoples Chorus de Nueva York, y un conjunto de cámara. Saturnalia es una obra de teatro musical bicultural cantada en inglés y tailandés. La historia se desarrolla en Tailandia y retrata la ilusión de un paraíso que enmascara la guerra psicológica en la mente de los soldados estadounidenses, y hombres y mujeres de negocios esclavizados en el tráfico sexual.

## Discografía
Con Mephista (Ibarra, Sylvie Courvoisier e Ikue Mori)
- Black Narcissus (Tzadik, 2002)
- Entomological Reflections (Tzadik, 2004)

Con Dave Douglas
- El Trilogy (BMG, 2001)

Con William Parker
- Compassion Seizes Bed-Stuy (Homestead, 1996)
- Sunrise in the Tone World (AUM Fidelity, 1997)
- Mass for the Healing of the World (Black Saint, 1998 [2003])
- The Peach Orchard (AUM Fidelity, 1998)
- Posium Pendasem (FMP, 1999)

Con Wadada Leo Smith
- Lake Biwa (Tzadik, 2004)
- Ten Freedom Summers (Cuneiform, 2012)

Con David S. Ware
- Godspelized (DIW, 1996)
- Wisdom of Uncertainty (AUM Fidelity, 1997)
- Go See the World (Columbia, 1998)

Con Matthew Shipp
- The Multiplication Table (hatOLOGY, 1998)

Con John Zorn
- Cobra: John Zorn's Game Pieces Volume 2 (Tzadik, 2002)
- Voices in the Wilderness (Tzadik, 2003) - one track with Mephista
- 50th Birthday Celebration Volume 8 (Tzadik, 2004) with Wadada Leo Smith